# NGC 519
NGC 519 ist eine Elliptische Galaxie vom Hubble-Typ E4 im Sternbild Walfisch südlich des Himmelsäquators. Sie ist schätzungsweise 244 Millionen Lichtjahre von der Milchstraße entfernt und hat einen Durchmesser von etwa 35.000 Lichtjahren. 

Im selben Himmelsareal befinden sich u. a. die Galaxien NGC 530, NGC 538, IC 1693, IC 1696.
Das Objekt wurde am 20. November 1886 von dem US-amerikanischen Astronomen Lewis A. Swift entdeckt.